# Орлянка (Конышёвский район)
Орлянка — посёлок в Конышёвском районе Курской области России. Входит в состав Ваблинского сельсовета.

## География
Посёлок находится на реке Вабля (приток реки Прутище в бассейне Сейма), в 75 км от российско-украинской границы, в 56 км к северо-западу от Курска, в 18 км к северо-западу от районного центра — посёлка городского типа Конышёвка, в 1,5 км от центра сельсовета — села Вабля.
Климат
Орлянка, как и весь район, расположена в поясе умеренно континентального климата с тёплым летом и относительно тёплой зимой (Dfb в классификации Кёппена).
Часовой пояс
Посёлок Орлянка, как и вся Курская область, находится в часовой зоне МСК (московское время). Смещение применяемого времени относительно UTC составляет +3:00.

## История
По данным 10-й ревизии 1858 года в Орлянке жили однодворцы Золотухины (9 дворов), Азаровы (6 дворов), Шевелевы (5 дворов), Маковневы (4 двора), Берловы, Вельяминовы, Костины, Сельдишевы (по 1 двору) — всего 220 человек (96 мужского пола и 124 женского) в 28 дворах. В то время местные однодворцы состояли в Важовском сельском обществе Фокинской казённой волости Дмитриевского уезда. Остальную часть населения деревни составляли крепостные Аплечеевых (77 душ обоего пола) и некоторых других помещиков.
В 1862 году в частично казённой, частично владельческой деревне Орлянка было 32 двора, проживало 416 человек (207 мужского пола и 207 женского).
Деревня Орлянка была частью прихода храма Николая Чудотворца села Волково.

## Население
| 2002 | 2010 |
| ---- | ---- |
| 28   | ↘12  |

## Инфраструктура
Личное подсобное хозяйство. В посёлке 22 дома.

## Транспорт
Орлянка находится в 27,5 км от автодороги федерального значения М2 «Крым» (Москва — Тула — Орёл — Курск — Белгород — граница с Украиной, с подъездами к Туле, Орлу, Курску, Белгороду и историко-архитектурному комплексу «Одинцово»), в 13 км от автодороги регионального значения 38К-038 (Фатеж — Дмитриев), в 3,5 км от автодороги 38К-005 (Конышёвка — Жигаево — 38К-038), в 0,5 км от автодороги межмуниципального значения 38Н-142 (38К-005 — Рыжково — Лукьянчиково), в 14 км от ближайшей ж/д станции Соковнинка (линия Навля — Льгов I).
В 165 км от аэропорта имени В. Г. Шухова (недалеко от Белгорода).